# A3 (Storbritannien)

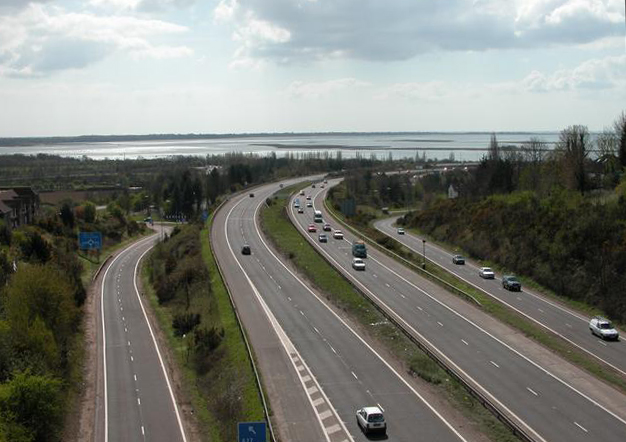
A3(M) möter A27 i Farlington.

A3 är en huvudväg som förbinder London och Portsmouth i Storbritannien. Förbi Waterlooville och Havant är vägen motorväg och betecknas A3(M).